# Рагби репрезентација Грчке
Рагби јунион репрезентација Грчке је рагби јунион тим који представља Грчку у овом екипном спорту. Рагби савез Грчке основан је 2004. Рагби су у Грчку донели британски морнари, почетком двадесетог века. Први званичан тест меч репрезентација Грчке је одиграла 2005., против Аустрије, а резулат је био 3-52. Најубедљивију победу Грци су остварили 2011., над Бугарском (47-7).